# Zejmen
Zejmen è una frazione del comune di Alessio in Albania (prefettura di Alessio).
Fino alla riforma amministrativa del 2015 era comune autonomo, dopo la riforma è stato accorpato, insieme agli ex-comuni di Balldren i Ri, Blinisht, Dajç, Kallmet, Kolsh, San Giovanni di Medua, Shënkoll e Ungrej a costituire la municipalità di Alessio.

## Località
Il comune era formato dall'insieme delle seguenti località:
- Zejmen
- Tresh
- Pruell
- Berzanë
- Pllanë
- Markatomaj
- Spiten